# عناقيد الضياء
عناقيد الضياء، أوبريت فني مسرحي، تناول قصة الإسلام. اشترك فيه أكثر من 200 ممثل من مختلف أنحاء العالم، على رأسهم لطفي بوشناق، علي الحجار، محمد عساف، حسين الجسمي وغيرهم. كتب كلماته الشاعر السعودي عبد الرحمن عشماوي، ولحّنه ووزعه موسيقياً الفنان البحريني خالد الشيخ.
```
وهو عمل يروي سيرة 
النبي محمد
 صلى الله عليه واله وسلم منذ ولادته حتى وفاته. سجلت موسيقى العرض في أول مرة بواسطة أوركسترا ألمانيّة مكونة من 70 عازفاً بقيادة الموسيقار 
كيرستيان شتينهاوزر
. عرض الأوبريت أول مرة في احتفالية إمارة الشارقة بتتويجها عاصمة الثفافة الإسلامية. ثم انتقل العرض إلى مصر، حيث أهدى الشيخ 
سلطان بن أحمد القاسمي
 الأوبريت لمصر كنوع من أنواع التهنئة بالذكرى الـ 42 لانتصارات حرب أكتوبر.
[
2
]
```